# Liste der Mitglieder des Thüringer Landtags (8. Wahlperiode)
Diese Liste gibt einen Überblick über alle bei der Wahl am 1. September 2024 gewählten Mitglieder des Thüringer Landtags der 8. Wahlperiode. Die konstituierende Sitzung fand mit Unterbrechung am 26. September 2024 und am 28. September 2024 statt.

## Vorstand
- Präsident des Thüringer Landtags:[3]
  - Thadäus König (CDU)
- Vizepräsidenten des Thüringer Landtags:[4]
  - Lena Saniye Güngör (Die Linke)
  - Steffen Quasebarth (BSW)
  - Cornelia Urban (SPD)

## Fraktionsvorstände
| Fraktion | Vorsitzende                                                         | Stellvertretende Vorsitzende                                                                                                   | Parlamentarische Geschäftsführer                                     |
| -------- | ------------------------------------------------------------------- | --- | -------------------------------------------------------------------- |
| AfD      | Björn Höcke                                                         | Daniel Haseloff Wiebke Muhsal bis 25. März 2025 Jens Cotta ab 26. März 2025 Jörg Prophet                                       | Torben Braga bis 25. März 2025 Wiebke Muhsal ab 26. März 2025        |
| CDU      | Mario Voigt bis 13. Dezember 2024 Andreas Bühl ab 13. Dezember 2024 | Christoph Zippel Christian Tischner bis 13. Dezember 2024 Jonas Urbach ab 18. Dezember 2024 Martin Henkel ab 18. Dezember 2024 | Andreas Bühl bis 13. Dezember 2024 Ulrike Jary ab 18. Dezember 2024  |
| BSW      | Katja Wolf bis 13. Dezember 2024 Frank Augsten ab 13. Dezember 2024 | Steffen Schütz bis 13. Dezember 2024                                                                                           | Tilo Kummer bis 13. Dezember 2024 Stefan Wogawa ab 13. Dezember 2024 |
| LINKE    | Christian Schaft                                                    | Katja Maurer | Katja Mitteldorf                                                     |
| SPD      | Lutz Liebscher                                                      | Katharina Schenk bis 28. Februar 2025 Dorothea Marx ab März 2025                                                               | Janine Merz                                                          |

## Abgeordnete
| Bild | Mitglied des Landtages  | geb. | Fraktion | Wahlkreis                                     | Erststimmen in % | Kommentar                                                              | Ausschüsse/Gremien                                             |
| ---- | ----------------------- | ---- | -------- | --------------------------------------------- | ---------------- | ---------------------------------------------------------------------- | -------------------------------------------------------------- |
|      | Jan Abicht              | 1965 | AfD      | Schmalkalden-Meiningen II                     | 39,8             |                                                                        | - Haushalts- und Finanzausschuss                               |
|      | Frank Augsten           | 1958 | BSW      | Landesliste                                   |                  |                                                                        | - Europaausschuss                                              |
|      | Nina Behrendt           | 1983 | BSW      | Landesliste                                   |                  |                                                                        | - Petitionsausschuss                                           |
|      | Thomas Benninghaus      | 1973 | AfD      | Saalfeld-Rudolstadt I                         | 37,5             |                                                                        | - Petitionsausschuss                                           |
|      | Melanie Berger          | 1982 | AfD      | Hildburghausen II – Sonneberg II              | 41,6             |                                                                        |                                                                |
|      | Sascha Bilay            | 1979 | LINKE    | Landesliste                                   |                  | am 26. März 2025 nachgerückt für Bodo Ramelow                          |                                                                |
|      | Andreas Bühl            | 1987 | CDU      | Ilm-Kreis I                                   | 39,6             | Parlamentarischer Geschäftsführer                                      |                                                                |
|      | Jens Cotta              | 1972 | AfD      | Kyffhäuserkreis II                            | 46,5             |                                                                        | - Europaausschuss - Haushalts- und Finanzausschuss             |
|      | Jane Croll              | 1981 | CDU      | Landesliste                                   |                  |                                                                        | - Petitionsausschuss                                           |
|      | Torsten Czuppon         | 1966 | AfD      | Sömmerda II                                   | 42,8             |                                                                        | - Petitionsausschuss                                           |
|      | Jens Dietrich           | 1965 | AfD      | Landesliste                                   |                  |                                                                        | - Europaausschuss                                              |
|      | Kerstin Düben-Schaumann | 1969 | AfD      | Nordhausen II                                 | 39,8             |                                                                        |                                                                |
|      | Marek Erfurth           | 1976 | AfD      | Erfurt IV                                     | 26,7             |                                                                        | - Petitionsausschuss                                           |
|      | Lennart Geibert         | 1997 | CDU      | Landesliste                                   |                  |                                                                        | - Europaausschuss                                              |
|      | Carolin Gerbothe        | 1991 | CDU      | Landesliste                                   |                  |                                                                        |                                                                |
|      | Peter Gerhardt          | 1992 | AfD      | Weimar I – Weimarer Land II                   | 38,3             |                                                                        |                                                                |
|      | Thomas Gottweiss        | 1979 | CDU      | Landesliste                                   |                  | am 8. Januar 2025 nachgerückt für Marcus Malsch                        |                                                                |
|      | Ulrike Grosse-Röthig    | 1980 | LINKE    | Weimar II                                     | 33,1             |                                                                        | - Haushalts- und Finanzausschuss - Justizausschuss             |
|      | Lena Saniye Güngör      | 1993 | LINKE    | Jena II                                       | 25,1             | stellvertretende Landtagspräsidentin                                   |                                                                |
|      | Denis Häußer            | 1974 | AfD      | Saalfeld-Rudolstadt II                        | 38,6             |                                                                        |                                                                |
|      | Ronald Hande            | 1977 | LINKE    | Landesliste                                   |                  |                                                                        | - Haushalts- und Finanzausschuss                               |
|      | Daniel Haseloff         | 1988 | AfD      | Sömmerda I – Gotha III                        | 38,6             |                                                                        |                                                                |
|      | Claudia Heber           | 1976 | CDU      | Landesliste                                   |                  |                                                                        | - Petitionsausschuss                                           |
|      | Martin Henkel           | 1975 | CDU      | Landesliste                                   |                  |                                                                        |                                                                |
|      | Matthias Herzog         | 1973 | BSW      | Landesliste                                   |                  |                                                                        |                                                                |
|      | Matthias Hey            | 1970 | SPD      | Landesliste                                   |                  |                                                                        | - Europaausschuss                                              |
|      | Björn Höcke             | 1972 | AfD      | Landesliste                                   |                  | Fraktionsvorsitzender                                                  |                                                                |
|      | Nadine Hoffmann         | 1979 | AfD      | Hildburghausen I – Schmalkalden-Meiningen III | 41,6             |                                                                        | - Petitionsausschuss                                           |
|      | Thomas Hoffmann         | 1979 | AfD      | Altenburger Land I                            | 42,4             |                                                                        |                                                                |
|      | Dirk Hoffmeister        | 1973 | BSW      | Landesliste                                   |                  |                                                                        |                                                                |
|      | Sigrid Hupach           | 1968 | BSW      | Landesliste                                   |                  |                                                                        |                                                                |
|      | Ralph Hutschenreuther   | 1979 | BSW      | Landesliste                                   |                  |                                                                        | - Justizausschuss - Petitionsausschuss - Wahlprüfungsausschuss |
|      | Denny Jankowski         | 1983 | AfD      | Landesliste                                   |                  |                                                                        | - Wahlprüfungsausschuss                                        |
|      | Ulrike Jary             | 1985 | CDU      | Wartburgkreis II                              | 42,4             |                                                                        | - Haushalts- und Finanzausschuss                               |
|      | Moritz Kalthoff         | 1992 | SPD      | Landesliste                                   |                  | am 1. März 2025 nachgerückt für Katharina Schenk                       |                                                                |
|      | Alexander Kästner       | 1975 | BSW      | Landesliste                                   |                  |                                                                        | - Haushalts- und Finanzausschuss - Justizausschuss             |
|      | Olaf Kießling           | 1967 | AfD      | Ilm-Kreis II                                  | 40,2             |                                                                        |                                                                |
|      | Roberto Kobelt          | 1976 | BSW      | Landesliste                                   |                  |                                                                        |                                                                |
|      | Thadäus König           | 1982 | CDU      | Eichsfeld I                                   | 54,3             | Landtagspräsident                                                      |                                                                |
|      | Katharina König-Preuss  | 1978 | LINKE    | Landesliste                                   |                  |                                                                        |                                                                |
|      | Maik Kowalleck          | 1974 | CDU      | Landesliste                                   |                  |                                                                        | - Haushalts- und Finanzausschuss                               |
|      | Marcel Kramer           | 1977 | AfD      | Gotha I                                       | 37,3             |                                                                        | - Europaausschuss                                              |
|      | Uwe Krell               | 1964 | AfD      | Wartburgkreis I                               | 38,5             |                                                                        |                                                                |
|      | Sven Küntzel            | 1973 | BSW      | Landesliste                                   |                  |                                                                        |                                                                |
|      | Tilo Kummer             | 1968 | BSW      | Landesliste                                   |                  | Parlamentarischer Geschäftsführer                                      |                                                                |
|      | Dieter Laudenbach       | 1957 | AfD      | Gera I                                        | 36,9             |                                                                        | - Haushalts- und Finanzausschuss                               |
|      | Wolfgang Lauerwald      | 1955 | AfD      | Gera II                                       | 43,6             |                                                                        |                                                                |
|      | Lutz Liebscher          | 1985 | SPD      | Landesliste                                   |                  | Fraktionsvorsitzender                                                  |                                                                |
|      | Thomas Luhn             | 1967 | AfD      | Suhl – Schmalkalden-Meiningen IV              | 32,8             |                                                                        |                                                                |
|      | Dorothea Marx           | 1957 | SPD      | Landesliste                                   |                  | am 1. März 2025 nachgerückt für Georg Maier                            |                                                                |
|      | Katja Maurer            | 1991 | LINKE    | Landesliste                                   |                  | nachgerückt für Benjamin-Immanuel Hoff (Mandatsverzicht nach der Wahl) |                                                                |
|      | Beate Meißner           | 1982 | CDU      | Landesliste                                   |                  |                                                                        | - Justizausschuss                                              |
|      | Elisabeth Mengel-Stähle | 1982 | AfD      | Landesliste                                   |                  | am 26. März 2025 nachgerückt für Torben Braga                          |                                                                |
|      | Janine Merz             | 1980 | SPD      | Landesliste                                   |                  | Parlamentarische Geschäftsführerin                                     | - Haushalts- und Finanzausschuss                               |
|      | Katja Mitteldorf        | 1985 | LINKE    | Landesliste                                   |                  | Parlamentarische Geschäftsführerin                                     | - Europaausschuss                                              |
|      | Ringo Mühlmann          | 1975 | AfD      | Saale-Orla-Kreis II                           | 44,6             |                                                                        | - Justizausschuss                                              |
|      | Wiebke Muhsal           | 1986 | AfD      | Saale-Holzland-Kreis II                       | 38,9             |                                                                        |                                                                |
|      | Anja Müller             | 1973 | LINKE    | Landesliste                                   |                  |                                                                        | - Justizausschuss - Wahlprüfungsausschuss                      |
|      | Brunhilde Nauer         | 1959 | AfD      | Weimarer Land I – Saalfeld-Rudolstadt III     | 38,2             |                                                                        | - Haushalts- und Finanzausschuss                               |
|      | Jörg Prophet            | 1962 | AfD      | Nordhausen I                                  | 40,3             |                                                                        | - Europaausschuss                                              |
|      | Steffen Quasebarth      | 1970 | BSW      | Landesliste                                   |                  | stellvertretender Landtagspräsident                                    |                                                                |
|      | Marion Rosin            | 1969 | CDU      | Landesliste                                   |                  |                                                                        | - Europaausschuss                                              |
|      | Vivien Rottstedt        | 1993 | AfD      | Schmalkalden-Meiningen I                      | 37,4             |                                                                        | - Justizausschuss                                              |
|      | Christian Schaft        | 1991 | LINKE    | Landesliste                                   |                  | Fraktionsvorsitzender                                                  |                                                                |
|      | Stefan Schard           | 1974 | CDU      | Kyffhäuserkreis I – Eichsfeld III             | 42,0             |                                                                        | - Justizausschuss - Wahlprüfungsausschuss                      |
|      | Sascha Schlösser        | 1974 | AfD      | Erfurt I                                      | 35,7             |                                                                        | - Justizausschuss - Wahlprüfungsausschuss                      |
|      | Andreas Schubert        | 1970 | LINKE    | Landesliste                                   |                  |                                                                        | - Europaausschuss                                              |
|      | Steffen Schütz          | 1966 | BSW      | Landesliste                                   |                  |                                                                        |                                                                |
|      | Martina Schweinsburg    | 1958 | CDU      | Greiz I                                       | 46,7             |                                                                        |                                                                |
|      | Linda Stark             | 2001 | LINKE    | Landesliste                                   |                  |                                                                        | - Petitionsausschuss                                           |
|      | Stephan Steinbrück      | 1975 | AfD      | Gotha II                                      | 34,7             |                                                                        |                                                                |
|      | Christina Tasch         | 1959 | CDU      | Eichsfeld II                                  | 47,1             |                                                                        |                                                                |
|      | Jens Thomas             | 1976 | LINKE    | Jena I                                        | 33,5             |                                                                        | - Petitionsausschuss                                           |
|      | Uwe Thrum               | 1974 | AfD      | Saale-Orla-Kreis I                            | 47,4             |                                                                        |                                                                |
|      | Stephan Tiesler         | 1978 | CDU      | Saale-Holzland-Kreis I                        | 39,8             |                                                                        | - Petitionsausschuss                                           |
|      | Christian Tischner      | 1981 | CDU      | Greiz II                                      | 43,0             |                                                                        |                                                                |
|      | Jürgen Treutler         | 1951 | AfD      | Sonneberg I                                   | 42,6             | Alterspräsident                                                        |                                                                |
|      | Jonas Urbach            | 1982 | CDU      | Unstrut-Hainich-Kreis I                       | 37,1             |                                                                        | - Europaausschuss                                              |
|      | Cornelia Urban          | 1972 | SPD      | Landesliste                                   |                  | stellvertretende Landtagspräsidentin                                   | - Petitionsausschuss                                           |
|      | Mario Voigt             | 1977 | CDU      | Landesliste                                   |                  | Fraktionsvorsitzender                                                  |                                                                |
|      | Niklas Waßmann          | 1985 | CDU      | Erfurt II                                     | 33,7             |                                                                        |                                                                |
|      | Wolfgang Weißkopf       | 1959 | CDU      | Landesliste                                   |                  |                                                                        | - Haushalts- und Finanzausschuss - Wahlprüfungsausschuss       |
|      | Anke Wirsing            | 1980 | BSW      | Landesliste                                   |                  |                                                                        | - Europaausschuss                                              |
|      | Pascal Wloch            | 1978 | AfD      | Landesliste                                   |                  | am 26. März 2025 nachgerückt für Stefan Möller                         |                                                                |
|      | Stefan Wogawa           | 1967 | BSW      | Landesliste                                   |                  |                                                                        |                                                                |
|      | Katja Wolf              | 1976 | BSW      | Landesliste                                   |                  | Fraktionsvorsitzende                                                   | - Haushalts- und Finanzausschuss                               |
|      | Henry Worm              | 1963 | CDU      | Landesliste                                   |                  |                                                                        |                                                                |
|      | Christoph Zippel        | 1982 | CDU      | Landesliste                                   |                  |                                                                        | - Justizausschuss                                              |

## Nicht angenommene Mandate
| Bild | Bewerber für den Landtag | geb. | Partei | Wahlkreis   | Kommentar                                                             |
| ---- | ------------------------ | ---- | ------ | ----------- | --------------------------------------------------------------------- |
|      | Benjamin-Immanuel Hoff   | 1976 | LINKE  | Landesliste | Nahm sein Mandat nicht an, sodass Katja Maurer in den Landtag einzog. |

## Ausgeschiedene Abgeordnete
| Bild | Mitglied des Landtages | geb. | Fraktion | Wahlkreis                | Kommentar                                                                                               |
| ---- | ---------------------- | ---- | -------- | ------------------------ | --- |
|      | Georg Maier            | 1967 | SPD      | Landesliste              | am 28. Februar 2025 ausgeschieden nach der Ernennung zum Minister, Nachrückerin: Dorothea Marx          |
|      | Marcus Malsch          | 1978 | CDU      | Wartburgkreis III        | am 7. Januar 2025 ausgeschieden aufgrund der Ernennung zum Staatssekretär, Nachrücker: Thomas Gottweiss |
|      | Katharina Schenk       | 1988 | SPD      | Landesliste              | am 28. Februar 2025 ausgeschieden nach der Ernennung zur Ministerin, Nachrücker: Moritz Kalthoff        |
|      | Stefan Möller          | 1975 | AfD      | Unstrut-Hainich-Kreis II | am 25. März 2025 ausgeschieden nach Einzug in den Bundestag, Nachrücker: Pascal Wloch                   |
|      | Torben Braga           | 1991 | AfD      | Altenburger Land II      | am 25. März 2025 ausgeschieden nach Einzug in den Bundestag, Nachrücker: Elisabeth Mengel-Stähle        |
|      | Bodo Ramelow           | 1956 | LINKE    | Erfurt III               | am 25. März 2025 ausgeschieden nach Einzug in den Bundestag, Nachrücker: Sascha Bilay                   |